# Spoorlijn Murnau - Oberammergau
De spoorlijn Murnau - Oberammergau ook wel Ammertalbahn of Ammergaubahn genoemd is een Duitse spoorlijn als spoorlijn 5451 onder beheer van DB Netze was tot 1938 een onderdeel van de Lokalbahn Aktien-Gesellschaft (LAG).

## Geschiedenis
Het traject werd op 1 mei 1900 door de Lokalbahn Aktien-Gesellschaft geopend. De treindienst werd toen begonnen met stoomlocomotieven. Op 1 januari 1905 werd het traject als proef geëlektrificeerd.

## Overname
De Lokalbahn Aktien-Gesellschaft werd op 1 augustus 1938 door de Deutsche Reichsbahn overgenomen.

## Modernisering
In 2005 werd op dit traject de GSM-R in gebruik genomen.
Sinds 28 november 2008 wordt het traject bediend met de ESW vanuit Garmisch-Partenkirchen.

## Treindiensten

### DB
De Deutsche Bahn verzorgt het personenvervoer op dit traject met RB-treinen.

## Aansluitingen
In de volgende plaatsen was of is er een aansluiting van de volgende spoorwegmaatschappijen:

### Murnau
- München - Garmisch-Partenkirchen spoorlijn tussen München en Garmisch-Partenkirchen
- Ammergaubahn spoorlijn tussen Murnau en Oberammergau

## Elektrische tractie

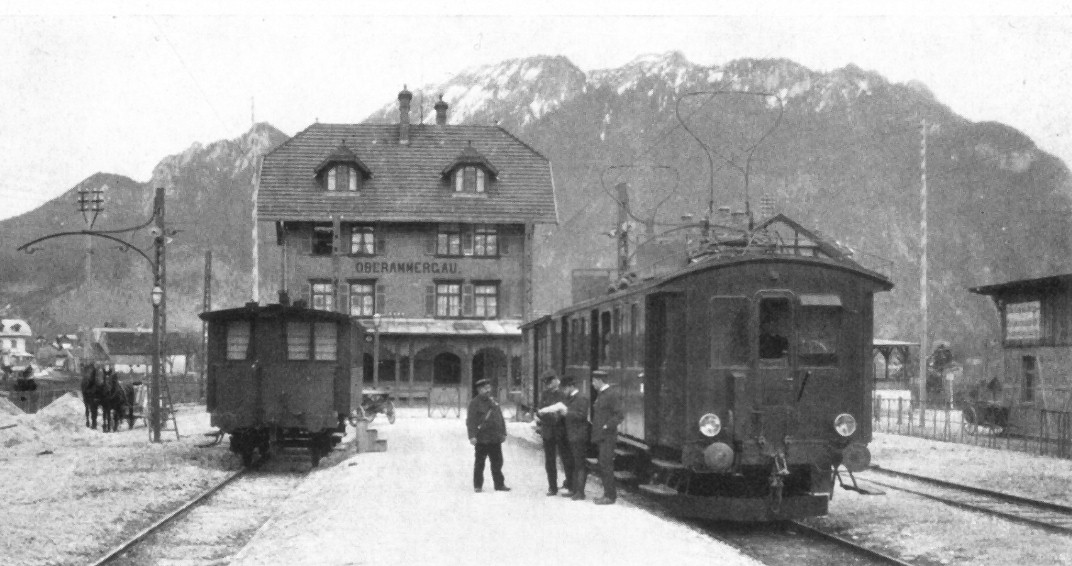
Een LAG-Treinstel in station Oberammergau ± 1905

Het traject werd op 1 januari 1905 geëlektrificeerd met een spanning van 5.500 volt 16 Hz wisselstroom.
Het traject werd in 1954/55 door de DB geëlektrificeerd met een spanning van 15.000 volt 16 2/3 Hz wisselstroom.

## Foto's

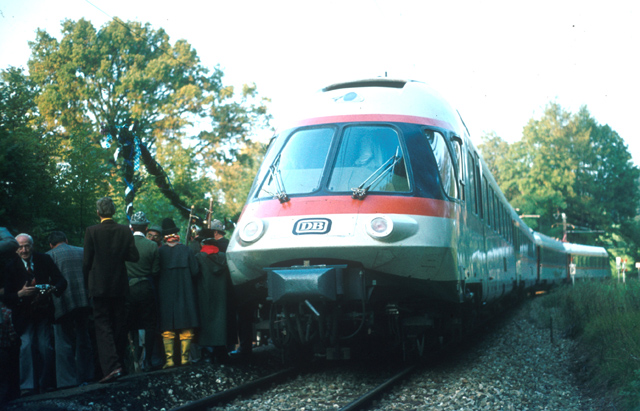
Oponthoud op 4 april 1980 in het kader van 75 jaar Elektrische Eisenbahn Murnau - Oberammergau op de Ammertalbahn